# Fries-Frankische oorlogen

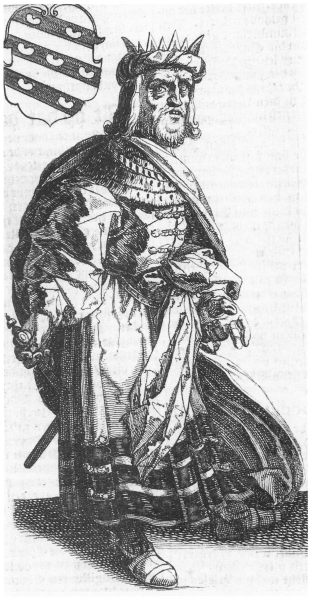
De heidense Friese koning Radboud volgens P. Winsemius (1662).

De Fries-Frankische oorlogen vormden een reeks gewapende conflicten uit de vroege middeleeuwen tussen het Frankische Rijk en een aantal Friese machtscentra, waarvan het koninkrijk der Friezen de belangrijkste was. De inzet van deze conflicten, afgewisseld met perioden van vrede, betrof meestal de beheersing van de delta tussen Rijn en Maas. De Frankische veroveringen maakten uiteindelijk een einde aan de politieke zelfstandigheid van de Friese kustgewesten. Een deel van de Friezen nam ook deel aan de Saksische oorlogen (772-804) tegen de Franken. Deze oorlogen leidden tot een laatste opstand in 793, waarna Karel de Grote de Saksen en Wezerfriezen onderwierp.
De oorlogen tussen Friezen en Franken liepen parallel met de kerstening van de Friezen. Tegelijkertijd fungeerden de Friezen vaak als bondgenoten van de Franken. Friese handelaren transporteerden Frankische prestigegoederen als glas, wapens en sieraden naar Noord-Europa en verspreidden tevens christelijk gedachtegoed, hetgeen aan de archeologische vondsten uit Ribe, Hedeby en andere handelsplaatsen goed te zien is.

## Achtergrond
De Friezen waren nieuwkomers in het gebied. Zij stamden volgens huidige inzichten niet af van de Frisii uit de tijd van Tacitus, maar van Angelsaksische landverhuizers uit de 5e en 6e eeuw, die uit Noordwest-Duitsland en Denemarken stamden. Het Nederlands kustgebied – met name de provincie Friesland – was in de 4e eeuw grotendeels ontvolkt. Archeologisch onderzoek laat zien dat deze "nieuwe Friezen" vanaf ongeveer 440 in het kustgebied verschenen, waar ze de naam van de oorspronkelijke bewoners overnamen. In Holland vormden deze immigranten vermoedelijk een bovenlaag die zich met de plaatselijke restbevolking mengde.  
De Germaanse volkeren die vanaf de derde eeuw als Franken werden aangeduid, bevonden zich aanvankelijk vooral ten oosten van de Rijn, die als buitengrens van het Romeinse rijk fungeerde. Van daaruit veroverden ze delen van België en Noord-Frankrijk (Gallië). Hun oosterburen werden vanaf de 4e eeuw als Saksen aangeduid, eveneens de naam van een nieuw ontstaan verbond van bestaande groepen. 
Onder de Mervingische vorsten Childerik en Clovis waren de Franken in Gallië, de bovenliggende partij geworden, maar getalsmatig vormden zij een minderheid en vermengden ze zich – met uitzondering van de noordelijke gebieden – met de Gallo-Romeinse bevolking. In de loop van de 6e eeuw werden onder de Merovingische koningen Theuderik I (511-533) en Theudebert I (533-548) grote gebieden ten noorden en oosten van de Rijn ingelijfd of werden plaatselijke edellieden gedwongen de Merovingische overmacht te erkennen. Vermoedelijk gebeurde dit ook met het Nederlandse kustgebied, voor zoverre dat al door de nieuwe Friezen was gekoloniseerd. 
Na de dood van de laatste krachtige Merovingische koning Dagobert in 639 werden de Friese kustgebieden weer zelfstandig, waarbij lokale machthebbers als Aldgisl, Radboud en Poppo, die als rex (koning) of dux (hertog) werden aangeduid, een belangrijke rol gingen spelen. Door huwelijksbanden bleven deze leiders verwant met de Frankische aristocratie.

## Strijd om de Rijndelta

### Hygelac
Omstreeks 525 versloeg Theudebert I in de Rijndelta de Deense krijgsheer Chlochilaicus of Hygelac, wiens reuzengraf drie eeuwen later nog aan bezoekers werd getoond. De Beowulf meldt uit de overlevering dat Franken en Friezen hierbij gezamenlijk streden, waarna Hygelac zou zijn gedood door Dægrefn, een kampvechter van de Hūgas. Deze Hūga's (Latijn: Hugones, 'de hogen') waren mogelijk een groep Franken die in Noord-Nederland verbleven.  
In een brief roemt Theudebert alleen zijn overwinning op de Saksen (Saxones) en Juten (Eucii), maar blijven de Friese immigranten ongenoemd, mogelijk omdat ze tot zijn bondgenoten behoorden. Franken en Friezen (Froncum and Frysum) worden in de epische gedichten Beowulf en Widsith doorgaans in één adem genoemd. De Byzantijnse geschiedschrijver Procopius van Caesarea situeert de Franken (Fraggioi) in het Rijnmondingsgebied, daarentegen de Angelen (Aggiloi) en Friezen (Frissones) in Engeland. Hij vertelt ook hoe een reusachtige vloot vanuit Engeland in de Rijnmonding landde om wraak te nemen op de koning der Warnen, Hermegisclus, die zijn huwelijksbelofte aan de koningin der Angelen niet nakwam en zich in plaats daarvan met Theudeberts zuster had verloofd. Deze Warnen waren een stamverbond uit Midden-Duitsland, maar er zijn aanwijzingen dat hun macht zich rond 500 aanvankelijk uitstrekte tot aan de Rijnmonding, voordat ze door de Franken werden verslagen.

### Audulfs zege
In de loop van de zesde eeuw verslechterden de betrekkingen tussen Friezen en Franken en waren er conflicten. De Merovingse koning Chilperik I (561-584) wordt in een lofdicht van Venantius Fortunatus omschreven als de schrik van de Friezen en Sueben (Frisionibus atque Suevis), die de uithoeken van zijn rijk bevolkten. Met de laatste groep worden vermoedelijk de latere Zeeuwen bedoeld. Het heiligenleven van Eligius (omstreeks 670) noemt Friezen en Sueben samen met de bewoners van de Vlaamse kuststreek, die kort daarvoor door deze heilige tot het geloof waren gebracht.
Niettemin zijn er aanwijzingen dat Friese strijdgroepen vanaf het begin van de 7e eeuw succesvol waren tegenover de Franken. Zo zijn er ongedateerde munten bewaard gebleven van een zekere koning Audulf, die vermoedelijk in Westerlauwers Friesland resideerde. Een van deze munten vermeldt een overwinning (VICTVRIA AVDVLFO). De invloedssfeer van de Franken in het kustgebied werd teruggedrongen, vermoedelijk zelfs tot aan het Zwin en het grensgebied met Vlaanderen.

### Frankische uitbreiding onder Dagobert
Onder de krachtige Merovingische koning Dagobert I werd het gebied ten zuiden van de Oude Rijn rond 630 door de Franken veroverd. De overwinnaars brachten dit keer ook het christendom mee en bouwden een kerkje te Utrecht. Maar na Dagoberts dood konden de Franken zich hier niet handhaven. Door onderlinge twisten verzwakte hun macht in de buitengewesten en omstreeks 650 kwam het hele rivierengebied met inbegrip van de handelsstad Dorestad weer in handen van de Friezen. Het slaan van Frankische munten hield op en de huidige stad Utrecht, waar Friezen de kerk hadden verwoest, werd tot verblijfplaats van de Friese koningen Aldgisl en Radboud, die hun machtsbasis in het Hollands-Utrechtse kustgebied hadden.

### Radbouds heerschappij
De meest legendarische koning die uit de Friese gewesten stamde was Radboud. Aan het begin van zijn heerschappij leed hij nog de ene nederlaag na de andere tegen de Frankische hofmeier Pepijn van Herstal, waaronder de slag bij Dorestad in 695. Enkele jaren daarna sloot hij vrede met Pepijn, waarbij hij zijn dochter, Thiadsvind uithuwelijkte aan een van de zonen van Pepijn van Herstal, Grimoald II. Het machtsbereik van de Friese koningen werd in deze periode veel kleiner, waardoor vermoedelijk ook de Schelde- en Maasmonding weer onder Frankisch gezag kwamen te staan.
Bij de dood van Pepijn in 714 zag Radboud zijn kans schoon, vooral toen er in het rijk van de Franken een burgeroorlog uitbrak. In de Slag bij Keulen (716) bezorgde hij in samenwerking met de vorst van Neustrië, Chilperik II, de Franken onder leiding van hofmeier Karel Martel een stevige nederlaag. Radbouds bondgenoot koning Chilperik werd echter nog hetzelfde jaar in de slag bij Amel door Karel Martel verslagen, waarna het tij keerde en Karel langzaamaan de overhand kreeg. Radboud maakte plannen om het rijk van deze vorst opnieuw met een groot leger aan te vallen, maar voordat hij zijn plannen kon uitvoeren stierf hij in 719, kort nadat hij had geweigerd zich te laten dopen.

## Geleidelijke verovering van Frisia
Radbouds dood liet een politiek vacuum na. Karel Martel lijfde het gebied ten westen van de Vlie in bij het Frankische Rijk. Er zijn aanwijzingen dat de plaatselijke elite betrokken is geweest bij de machtsovername door de Franken. Dit in ruil voor gunsten zoals leengoederen en adellijke titels. In 733 begon Karel Martel een veldtocht tegen de Friezen aan de overzijde van het Vlie, die in 734 eindigde met de Slag aan de Boorne. Daarbij moest de legerleider Bubo of Poppo onderspit delven en veroverde Karel heel Westerlauwers Friesland. De voortgezette kroniek van Fredegar meldt overigens dat in nog 748 de koningen der Friezen en Wenden de latere koning Pepijn de Korte te hulp kwamen. Na 772 voegde Pepijns zoon Karel de Grote Oosterlauwers Friesland (Groningen en Oost-Friesland) aan zijn rijk toe. Deze militaire actie luidde tevens het begin in van de Saksenoorlogen.
Nu de Oost-Friezen hun zelfstandigheid hadden verloren en de Saksen datzelfde lot leken te gaan delen, werkten ze dikwijls samen in hun pogingen de Franken te weerstaan. De Saksische adel beschikte over belangrijke machtsbases in Oost-Friesland en was kennelijk met de Friese elite verzwagerd.

## Friese Opstanden

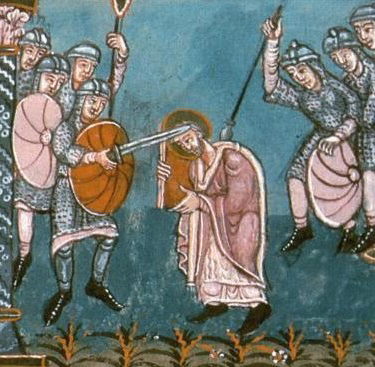
De aanslag op Bonifatius (975).

### Moord op Bonifatius
De eerste bisschop van Friesland Bonifatius arriveerde in 754 met een gezelschap in de omgeving van de nederzetting Dokkum om de Friezen te kerstenen. Hij was van plan een grote groep heidenen te bekeren en riep een grote vergadering uit om de kerstening  met de doop te bevestigen. Maar in plaats van een groep bekeerden die hij verwachtte, verscheen een groep bewapende Friezen die de bejaarde aartsbisschop doodsloegen. De Friese strijders namen het Bonifatius kwalijk dat hij hun heiligdommen had verwoest. Diens biograaf schrijft dat de Friezen de bisschop vooral doodden omdat zij dachten dat deze koffers met schatten van goud en andere rijkdommen bij zich had. Uiteindelijk bleken de kisten alleen boeken te bevatten.
Frankische bronnen spreken over moord – een oordeel dat in de geschiedschrijving vaak werd herhaald. Tegenwoordig noemt men het liever een politiek conflict. Bonifatius werd niet onverhoeds overvallen, maar kwam bij een openlijk militair treffen om het leven,

### De Saksisch-Friese opstand van 782-785
De onderwerping van de Saksen door Karel de Grote verliep aanmerkelijk moeizamer dan die van de Friezen in het westen. Onder aanvoering van hun hertog Widukind bleven zij weerstand bieden aan de Franken. Steeds opnieuw namen zij de wapens op tegen de overheersers, en in 782 breidde het verzet zich verder uit toen ook de Wezerfriezen in opstand kwamen. De Friese opstand sloeg het volgend jaar over naar eerder gepacificeerde gebieden tot aan het Vlie, waarbij de bevolking volgens Frankische bronnen zou zijn teruggekeerd tot het heidendom. De opstandige Friezen voerden rooftochten uit, waarbij kerken in brand werden gestoken, en geestelijken als Liudger moesten uitwijken naar het zuiden.
Het antwoord van Karel de Grote liet niet lang op zich wachten. In 783 zette hij opnieuw een groot leger in tegen de opstandelingen. Deze veldtocht richtte zich in eerst instantie op de Saksen. De Friezen steunden Widukind door in 784 hulptroepen te zenden. Hij werd echter het jaar daarop verslagen. Een groot deel van de Saksische adel liep vervolgens over naar het kamp van Karel de Grote. Widukind en zijn volgelingen lieten zich dopen, waardoor zij hun leidende positie konden houden. Tegelijkertijd werd ook de Friese opstand neergeslagen. Voor straf zou Karel de Friezen en Saksen het recht op hun vaderlijk erfdeel (paterna hereditas) hebben afgenomen, waardoor zij hun status van vrije mannen verloren. Zijn zoon Lodewijk de Vrome gaf hun dit recht weer terug, aldus diens biograaf Thegan.

### De Saksisch-Friese opstand van 793-794
In 793 kwamen oostelijke Friezen samen met de Saksen voor de laatste maal in opstand. De directe aanleiding hiervoor waren vermoedelijk de verplichting om tienden aan de kerk te betalen en de gedwongen deelname aan de Frankische veldtocht tegen het Avarenrijk in het huidige Hongarije. Een ander deel van de Friezen koos echter partij voor de Franken.
Onder aanvoering van de hertogen Unno en Eilrad brak in het meest oostelijke deel van Friesland een opstand uit, die zich snel verbreidde. De Wezerfriezen zwoeren massaal het christelijk geloof af en keerden tijdelijk terug naar hun oude heidense cultus met meerdere goden. Een gecombineerd Fries-Frankisch leger werd in Rüstringen verslagen door Kustsaksische en Oost-Friese strijdgroepen. Vermoedelijk in Groningen en het Eemsgebied werden christelijke missionarissen op de vlucht gejaagd en kerken in brand gestoken. De hernieuwde onafhankelijkheid duurde niet lang. De opstand werd door de Franken met veel geweld neergeslagen en tienduizenden Saksen uit het Elbe-Wezer-gebied werden daarna gedeporteerd. 

### Nasleep
Aan de Saksische opstand van de Stellinga (841) namen de Friezen niet meer deel. Wel vond er vanaf het begin van de 8e eeuw migratie plaats naar Noord-Friesland, dat onder het gezag van overwegend heidense koningen uit Denemarken stond. Widukind zocht hier een tijdlang zijn toevlucht, en volgens de sagen is ook Radboud daarheen uitgeweken. In de 9e- en 10-eeuwse Vikinglegers waren eveneens krijgers van Friese komaf te vinden, zoals de legendarische Ubbo dux Fresonum, die in Engeland actief was. 
In daaropvolgende eeuwen opereerden Friese legerverbanden daarentegen geregeld onder de vlag van de Duitse koning om opstanden van de gehate Saksische adel neer te slaan. In de Magnussage wordt deze heldhaftige rol van de Friezen teruggeprojecteerd op de tijd van Karel de Grote. Hier wordt ook verteld dat het Karel de Grote was die hun het erfrecht uit dankbaarheid terug gaf. 

## Slagen
- 689 - Slag bij Dorestad
- 716 - Slag bij Keulen
- 716 - Slag bij Amel
- 734 - Slag aan de Boorne; inlijving Friesland bewesten Lauwers
- 772 - inlijving van oostelijk Frisia (Oost-Friezen en Wezerfriezen)
- 782–785 - opstand van Saksen en Friezen onder Widukind (zie Saksenoorlogen)
- 793 - opstand van de Saksen en Wezerfriezen